# Rectoria de Torrelles de Llobregat
La Rectoria és una obra eclèctica de Torrelles de Llobregat (Baix Llobregat) inclosa a l'Inventari del Patrimoni Arquitectònic de Catalunya.

## Descripció
Es troba adossada a l'església i és del mateix estil d'aquesta. Té planta i dos piso. L'edifici fa angle i just en aquest punt, al primer pis es reforça aquest efecte amb la presència d'un balcó i finestres reforçades per elements decoratius en "cortina". Al segon pis finestrals dobles d'arc lobulats. És molt clara la divisió de la façana en tres cossos.

## Història
Edifici del segle xix.